# Grouche
Die Grouche ist ein kleiner Fluss in Frankreich, der in der Region Hauts-de-France verläuft. Sie entspringt im Gemeindegebiet von Coullemont, entwässert generell in südwestlicher Richtung und mündet nach rund 17 Kilometern im Stadtgebiet von Doullens, gegenüber der Zitadelle von Doullens, als rechter Nebenfluss in den Authie. Die Grouche hat ein kleines, asymmetrisches Tal mit kurzen Seitentälern auf der orographisch linken Seite ausgebildet. Auf ihrem Weg durchquert sie die Départements Pas-de-Calais und Somme. Lange Zeit bildete sie die Grenze zwischen der Picardie und der historischen Provinz Artois.

## Orte am Fluss
(Reihenfolge in Fließrichtung)
- Coullemont
- Humbercourt
- Lucheux
- Grouches-Luchuel
- Doullens